# إريك مول
إريك مول (بالنرويجية البوكمول: Erik Moll)‏ هو كاتب أغاني نرويجي، ولد في 7 سبتمبر 1948.

## وصلات خارجية
- الموقع الرسمي
- إريك مول على موقع ميوزك برينز (الإنجليزية)
- إريك مول على موقع أول ميوزيك (الإنجليزية)
- إريك مول على موقع ديسكوغز (الإنجليزية)